# Dietmar Hopp
Dietmar Hopp (Heidelberg, 26 aprile 1940) è un imprenditore tedesco, miliardario e cofondatore della multinazionale informatica SAP SE nel 1972 assieme agli ex impiegati dell'IBM Hans Werner Hector, Klaus Tschira, Claus Wellenreuther e Hasso Plattner.
Nel 2021 Forbes ha stimato il suo patrimonio in 7,1 miliardi di dollari.

## Biografia
Cresciuto ad Hoffenheim, nel Baden-Württemberg, è figlio di Emil Hopp, che era stato Truppführer delle Sturmabteilung (organizzazione paramilitare del Partito Nazista) e che ordinò la distruzione di una sinagoga ad Hoffenheim durante la notte dei cristalli del 1938. Dopo essersi diplomato con un Abitur al termine delle scuole superiori, studiò ingegneria delle telecomunicazioni a Karlsruhe fino al 1966. Dopo essersi laureato all'università, lavorò come sviluppatore software e consulente per l'IBM.

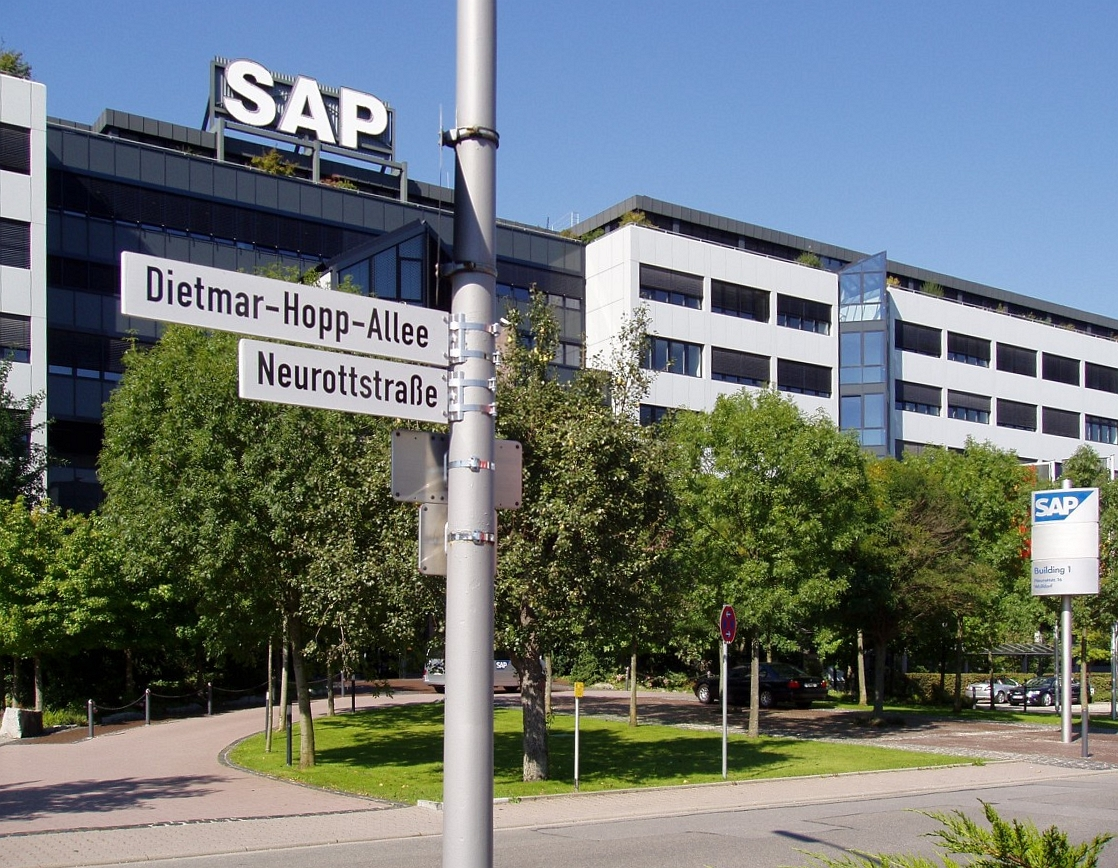
La sede centrale di SAP SE

Nel 1972 abbandonò l'IBM assieme ai colleghi di lavoro Hans Werner Hector, Klaus Tschira, Claus Wellenreuther e Hasso Plattner per fondare una nuova azienda di sviluppo di software gestionale, la SAP SE. All'interno di SAP, Hopp ha ricoperto la carica di amministratore delegato dal 1988 al 1998, quella di presidente del consiglio di amministrazione dal 1998 al 2003 e quella di membro del consiglio di amministrazione dal 2003 al 2005. Prima di lasciare il consiglio di amministrazione di SAP, ha mantenuto circa il 10% delle quote societarie; allo stesso tempo, continua ad investire in diverse aziende minori e la sua fondazione filantropica, la Dietmar-Hopp-Stiftung, impiega centinaia di milioni di euro per cure mediche, istruzione ed altre attività caritatevoli nella regione metropolitana Reno-Neckar.

### La squadra di calcio Hoffenheim
A partire dal 1999, Hopp è il principale finanziatore e proprietario dell'Hoffenheim, squadra tedesca di calcio in cui egli aveva militato da ragazzo, consentendole di ascendere rapidamente, nel giro di pochi anni, dalle serie inferiori della Kreisliga fino alla storica promozione in Bundesliga, avvenuta al termine della stagione 2007-2008. Grazie al suo sostegno economico, il club ha beneficiato dell'ingaggio di calciatori ed allenatori promettenti (su tutti Ralf Rangnick), oltre alla costruzione di un nuovo stadio da 30000 posti, il Rhein-Neckar-Arena, inaugurato nel 2009. Da un'indagine condotta nel maggio 2018 in occasione della qualificazione matematica per la prima volta in UEFA Champions League, si stima che fino a quel momento Hopp avesse investito complessivamente più di 350 milioni di euro nell'Hoffenheim.

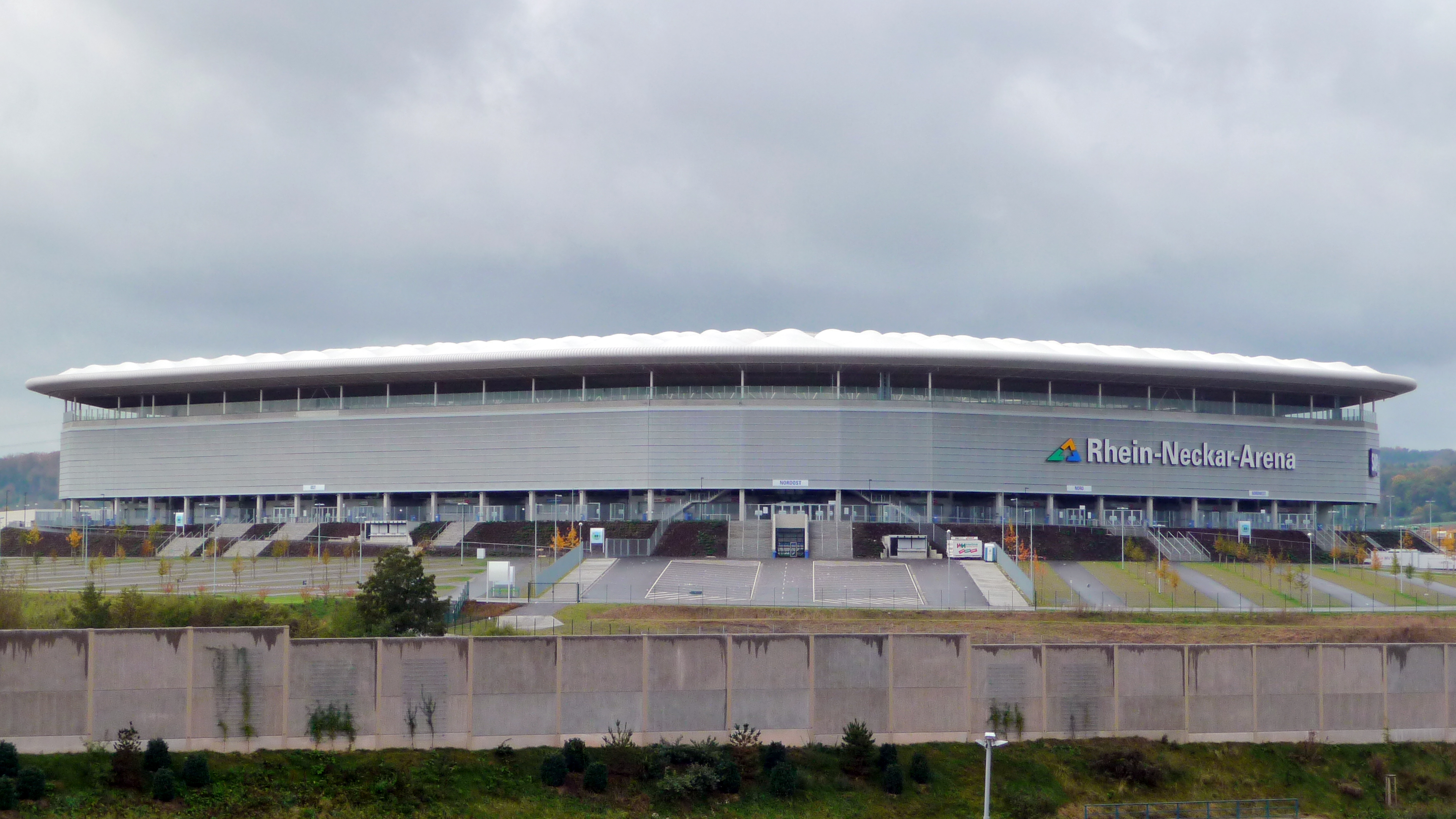
Arena Rhein-Neckar

Hopp e la sua influenza sull'Hoffenheim sono stati aspramente criticati da più parti fin dall'esordio assoluto del club in Bundesliga nel 2008. In particolare, le critiche sono dovute principalmente al fatto che l'Hoffenheim, grazie ad una speciale deroga, non deve sottostare alla regola del "50+1", che impone alle squadre calcistiche professionistiche tedesche di mantenere almeno il 51% delle quote societarie, limitando quindi l'accesso agli investitori privati (mentre invece, grazie alla deroga, Hopp detiene il 96% della proprietà dell'Hoffenheim); ciò ha portato in molti a definire l'Hoffenheim una "squadra di plastica", poiché il suo successo è praticamente frutto degli investimenti di Hopp, il quale è stato duramente contestato in diverse occasioni dalle tifoserie delle altre squadre tedesche, come avvenuto ad esempio il 29 febbraio 2020 durante l'incontro di Bundesliga tra Bayern Monaco e Hoffenheim.
Nel 2008 l'astronomo tedesco Felix Hormuth gli ha dedicato l'asteroide 210432 Dietmarhopp.

### Attività commerciali
Da quando si è ritirato dall'attività quotidiana di SAP, Hopp ha lavorato principalmente come investitore. È il principale proprietario di Actris.
Nel 2010 Hopp ha aumentato la sua partecipazione nell'Agennix AG dal 30% al 59% circa. A fine maggio 2013 gli azionisti hanno deciso di liquidare la società. 

### Biotecnologie
Hopp ha iniziato ad investire massicciamente nelle biotecnologie a partire dal 2005, creando la Dietmar Hopp Biotech Holding. Questa holding possiede in particolare circa il 50% del capitale di CureVac, un'azienda biofarmaceutica. Nel marzo 2015 anche la Fondazione Bill & Melinda Gates ha contribuito con 46 milioni di euro ed è diventata azionista di CureVac con circa il 5%. In totale Dietmar Hopp ha investito più di 1,4 miliardi di euro (al 2018) in aziende biotecnologiche, anche se inizialmente senza grandi successi.
Nel marzo 2020 ha annunciato un vaccino di CureVac contro il coronavirus. Il 14 agosto 2020 Hopp ha raccolto 4 miliardi di euro attraverso l'IPO per la quotazione di Curevac al NASDAQ. Nel giugno 2021, tuttavia, CureVac ha dovuto ammettere il fallimento dello sviluppo del vaccino.

### Fondazione Dietmar Hopp
La Fondazione Dietmar Hopp è stata fondata nel 1995 per consentire la realizzazione di progetti senza scopo di lucro. Il patrimonio della fondazione è costituito da azioni SAP apportate da Dietmar Hopp con le sue partecipazioni private. Ha investito due terzi del suo patrimonio nella fondazione.
Dalla sua creazione fino al 2019, la fondazione, che è una delle più grandi fondazioni private in Europa, ha distribuito oltre 800 milioni di euro. Vengono sostenuti progetti senza scopo di lucro nei settori dello sport, della medicina e dell'istruzione. Il focus delle attività di finanziamento è nella regione metropolitana Reno-Neckar.

## Vita privata
Hopp è sposato con Anneliese Zeuner. Hanno due figli e vivono a Walldorf.